# Tour der französischen Rugby-Union-Nationalmannschaft nach Ozeanien 1999
| Tour der Franzosen nach Ozeanien 1999 | Tour der Franzosen nach Ozeanien 1999 | Tour der Franzosen nach Ozeanien 1999 | Tour der Franzosen nach Ozeanien 1999 | Tour der Franzosen nach Ozeanien 1999 |
| Übersicht                             | S                                     | G                                     | U                                     | N                                     |
| ------------------------------------- | ------------------------------------- | ------------------------------------- | ------------------------------------- | ------------------------------------- |
| Test Matches                          | 3                                     | 1                                     | 0                                     | 2                                     |
| Sonstige Spiele                       | 1                                     | 0                                     | 0                                     | 1                                     |
| Gesamt                                | 4                                     | 1                                     | 0                                     | 3                                     |
|                                       |                                       |                                       |                                       |                                       |
| Neuseeland                            | 1                                     | 0                                     | 0                                     | 1                                     |
| Samoa                                 | 1                                     | 1                                     | 0                                     | 0                                     |
| Tonga                                 | 1                                     | 0                                     | 0                                     | 1                                     |

Die Tour der französischen Rugby-Union-Nationalmannschaft nach Ozeanien 1999 umfasste eine Reihe von Freundschaftsspielen der französischen Rugby-Union-Nationalmannschaft. Sie reiste im Juni 1999 durch Samoa, Tonga und Neuseeland, wobei sie während dieser Zeit vier Spiele bestritt. Darunter war je ein Test Match gegen die samoanische, die tongaische und die neuseeländische Nationalmannschaft. Hinzu kam eine Partie gegen die Reserve-Nationalmannschaft der Neuseeländer. Den Franzosen gelang lediglich ein Sieg über Samoa.

## Spielplan
- Hintergrundfarbe grün = Sieg
- Hintergrundfarbe rot = Niederlage

(Test Matches sind grau unterlegt; Ergebnisse aus der Sicht Frankreichs)
| # | Datum         | Gegner       | Ort        | Stadion                | Ergebnis |
| - | ------------- | ------------ | ---------- | ---------------------- | -------- |
| 1 | 12. Juni 1999 | Samoa        | Apia       | Apia Park              | 39:22    |
| 2 | 16. Juni 1999 | Tonga        | Nukuʻalofa | Teufaiva Sport Stadium | 16:20    |
| 3 | 20. Juni 1999 | Neuseeland A | Hamilton   | Rugby Park             | 24:45    |
| 4 | 26. Juni 1999 | Neuseeland   | Wellington | Athletic Park          | 7:54     |

## Test Matches
| 12. Juni 1999 | Samoa                                                                        | 22 : 39         | Frankreich | Apia Park, Apia Zuschauer: 15.000 Schiedsrichter: Clayton Thomas (Wales) |
| 12. Juni 1999 | Versuche: Leaupepe Erhöhungen: Schuster Straftritte: Bachop (2) Schuster (3) | (16:12) Bericht | Versuche: Artiguste Castaignède Dal Maso Magne Mignoni Erhöhungen: Castaignède (4) Straftritte: Castaignède (2) | Apia Park, Apia Zuschauer: 15.000 Schiedsrichter: Clayton Thomas (Wales) |

Aufstellungen:
- Samoa: Stephen Bachop, Joe Filemu, Craig Glendinning, Pat Lam , George Leaupepe, Trevor Leota, Brian Lima, Fosi Palaʻamo, Opeta Palepoi, Brendan Reidy, John Schuster, Malua Tipi, Lama Tone, Inga Tuigamala, Mike Umaga 
 Auswechselspieler: Tani Fuga, Mike Mika, Semo Sititi, Stephen Smith, Afato Soʻoalo, Toʻo Vaega
- Frankreich: Éric Artiguste, Abdelatif Benazzi, Christian Califano, Thomas Castaignède, Arnaud Costes, Christophe Dominici, Xavier Garbajosa, Raphaël Ibañez, Christophe Juillet, Olivier Magne, Pierre Mignoni, Ugo Mola, Émile Ntamack, Fabien Pelous, Franck Tournaire 
 Auswechselspieler: David Auradou, Jean-Jacques Crenca, Marc Dal Maso, Fabien Galthié, Christian Labit, Christophe Lamaison, Olivier Sarramea

| 16. Juni 1999 | Tonga                                                                          | 20 : 16        | Frankreich                                                        | Teufaiva Sport Stadium, Nukuʻalofa Zuschauer: 7000 Schiedsrichter: Clayton Thomas (Wales) |
| 16. Juni 1999 | Versuche: Taufahema Taumalolo (2) Erhöhungen: Tuipulotu Straftritte: Tuipulotu | (15:6) Bericht | Versuche: Sarramea Erhöhungen: Lamaison Straftritte: Lamaison (3) | Teufaiva Sport Stadium, Nukuʻalofa Zuschauer: 7000 Schiedsrichter: Clayton Thomas (Wales) |

Aufstellungen:
- Tonga: Kisione Ahotaʻeiloa, David Edwards, Kuli Faletau, Puke Faletau, Isi Fatani, Salesi Finau , Benhur Kivalu, ʻAleki Lutui, Sililo Martens, Taunaʻholo Taufahema, Ngalu Taufoʻou, Josh Taumalolo, Dave Tiueti, Sateki Tuipulotu, Elisi Vunipola 
 Auswechselspieler: Maikolo Kaihea, Latiume Maka, Matt te Pou, Sione Tuipulotu
- Frankreich: Jean-Luc Aqua, David Auradou, Philippe Bernat-Salles, Alexandre Chazalet, Jean-Jacques Crenca, Marc Dal Maso, Guillaume Delmotte, Fabien Galthié , David Gérard, Christian Labit, Christophe Lamaison, Sylvain Marconnet, Gérald Merceron, Jean-Luc Sadourny, Olivier Sarramea 
 Auswechselspieler: Christian Califano, Thomas Castaignède, Arnaud Costes, Raphaël Ibañez, Ugo Mola, Fabien Pelous

| 26. Juni 1999 | Neuseeland                                                                                     | 54 : 7         | Frankreich                             | Athletic Park, Wellington Zuschauer: 38.500 Schiedsrichter: Stuart Dickinson (Australien) |
| 26. Juni 1999 | Versuche: Cullen (2) Marshall (2) Umaga (3) Erhöhungen: Mehrtens (5) Straftritte: Mehrtens (3) | (30:0) Bericht | Versuche: Mola Erhöhungen: Castaignède | Athletic Park, Wellington Zuschauer: 38.500 Schiedsrichter: Stuart Dickinson (Australien) |

Aufstellungen:
- Neuseeland: Robin Brooke, Christian Cullen, Daryl Gibson, Carl Hoeft, Alama Ieremia, Josh Kronfeld, Justin Marshall, Norman Maxwell, Kees Meeuws, Andrew Mehrtens, Dylan Mika, Anton Oliver, Taine Randell , Tana Umaga, Jeff Wilson 
 Auswechselspieler: Pita Alatini, Andrew Blowers, Tony Brown, Mark Hammett, Ian Jones
- Frankreich: David Auradou, Christian Califano, Thomas Castaignède, Arnaud Costes, Christophe Dominici, Xavier Garbajosa, Raphaël Ibañez , Christophe Juillet, Olivier Magne, Pierre Mignoni, Ugo Mola, Émile Ntamack, Fabien Pelous, Olivier Sarramea, Franck Tournaire 
 Auswechselspieler: Jean-Luc Aqua, Jean-Jacques Crenca, Marc Dal Maso, Fabien Galthié, Christophe Lamaison, Jean-Luc Sadourny